# Eliudnir
Na mitologia nórdica, Eliudnir (em nórdico antigo Éljúðnir) é o salão de Hel, localizado em Helheim (que é às vezes considerado parte de Niflheim), conforme foi descrito no capítulo 34 da Edda em Prosa de Snorri Sturluson no livro Gylfaginning.  O nome Éljúðnir significa "borrifado com tempestades de neve" ou "húmido com granizo ou chuva".  O salão é mencionado apenas no capítulo 34 do livro.